# Sant Vicenç de Paül de Perpinyà

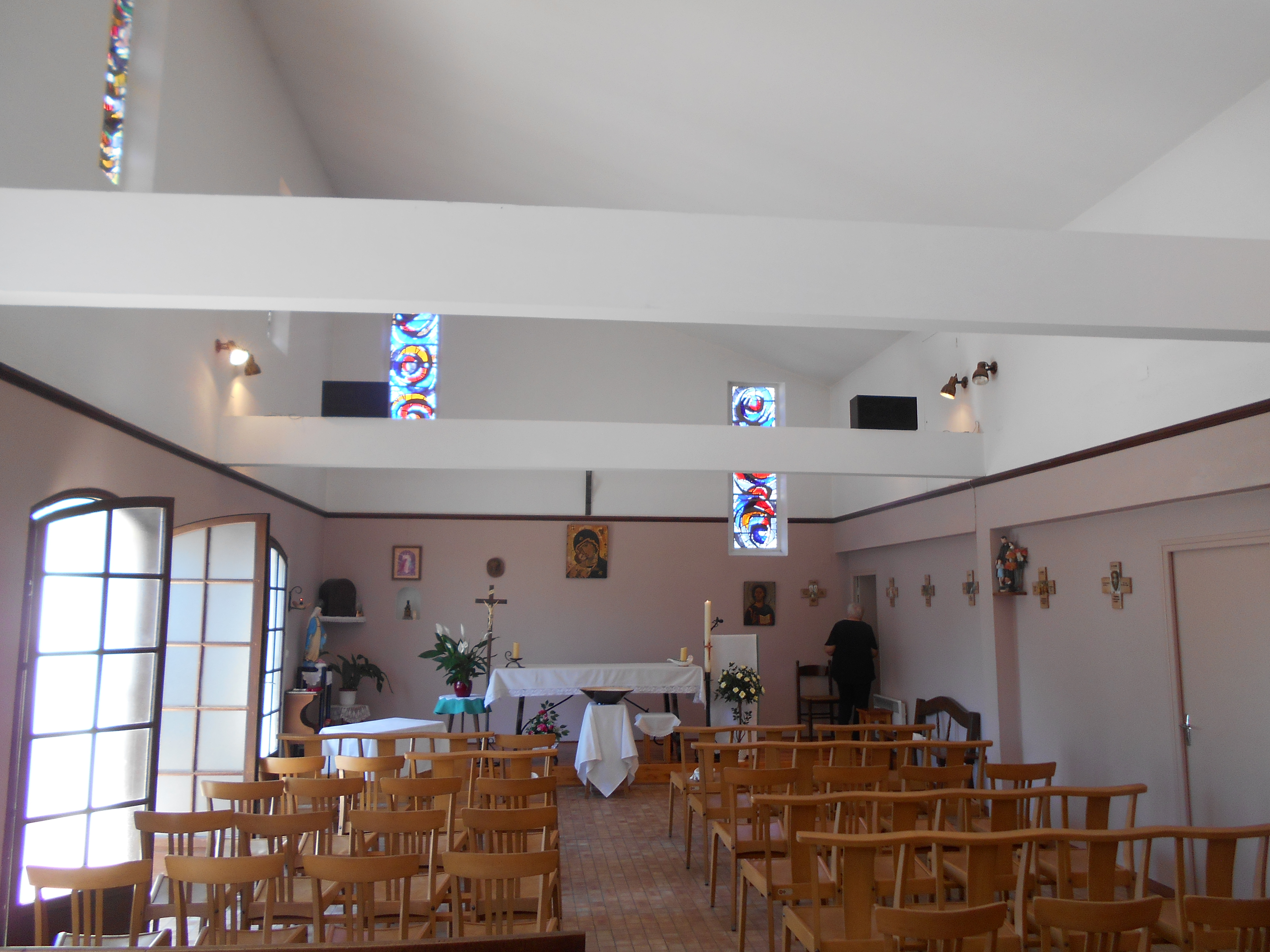
Sant Vicenç de Paül de Perpinyà. Capçalera de la nau

Sant Vicenç de Paül de Perpinyà és l'església parroquial dels barris de Catalunya i Porta d'Espanya de la ciutat de Perpinyà, a la comarca del Rosselló, de la Catalunya del Nord.
És al sector sud-oest de Perpinyà, en el número 24 de l'avinguda de Girona, al costat de l'edifici de Correus, just al costat meridional del gran centre comercial de la Porta d'Espanya.

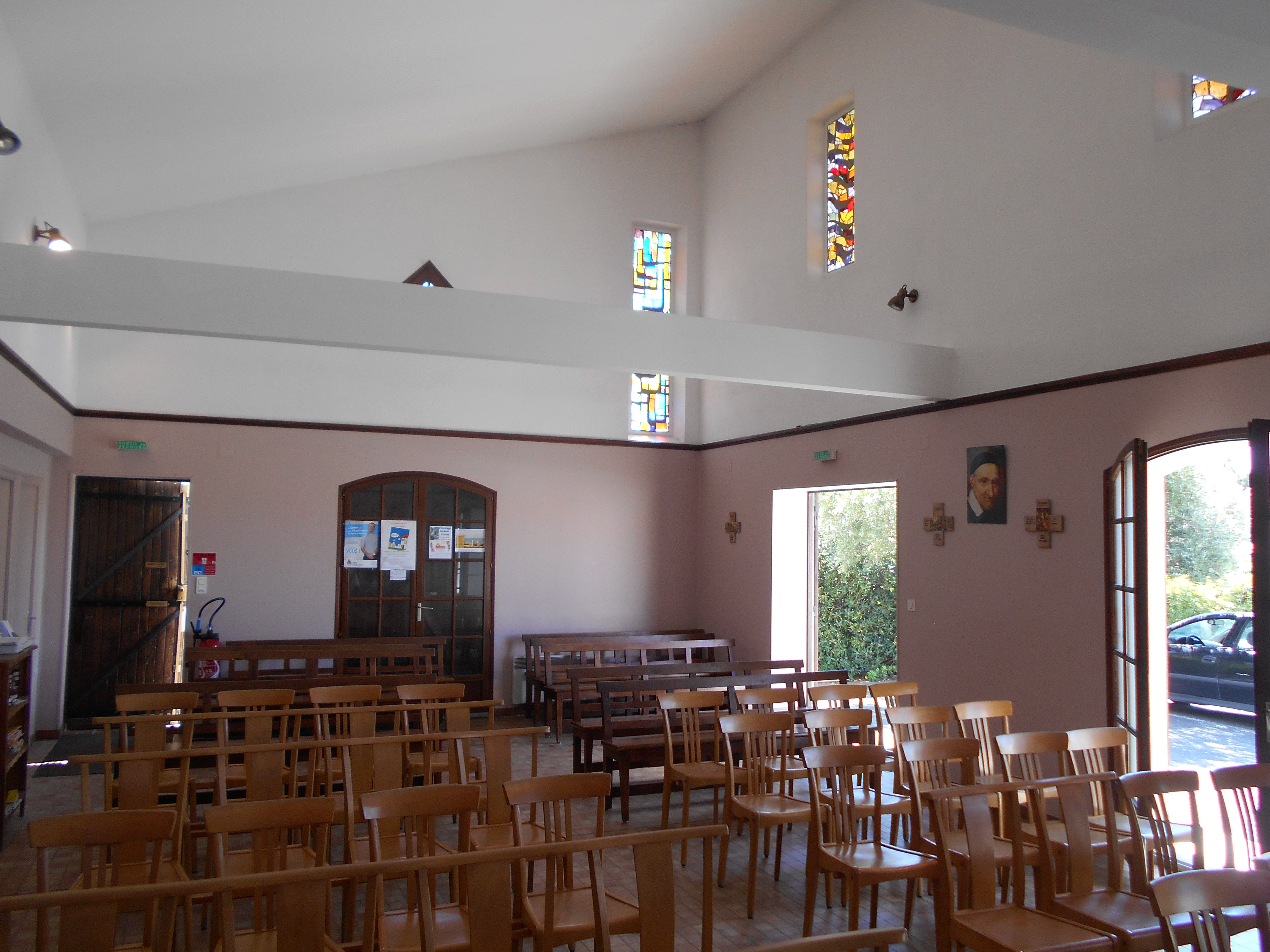
Sant Vicenç de Paül de Perpinyà. Peus de la nau

Aquesta capella fou inaugurada el 1985 en un terreny de propietat municipal cedit a la diòcesi pel preu simbòlic d'un franc. És una església modesta, que va arrencar de la missió personal d'una religiosa enviada en aquest barri pel bisbe i els serveis diocesans.